# Complejo El Molle
El Complejo El Molle hace referencia al primer pueblo agroalfarero prehispánico del Norte Chico chileno, habitó desde el siglo III a. C. hasta el siglo VIII. Descubiertos por Francisco Cornelly en el año 1938, al revisar excavaciones situadas en el pueblo de El Molle, 30 kilómetros al este de la ciudad de La Serena. Localizada desde Copiapó (III Región) hasta el río Choapa (IV Región), es un buen ejemplo de una cultura temprana.

## Origen

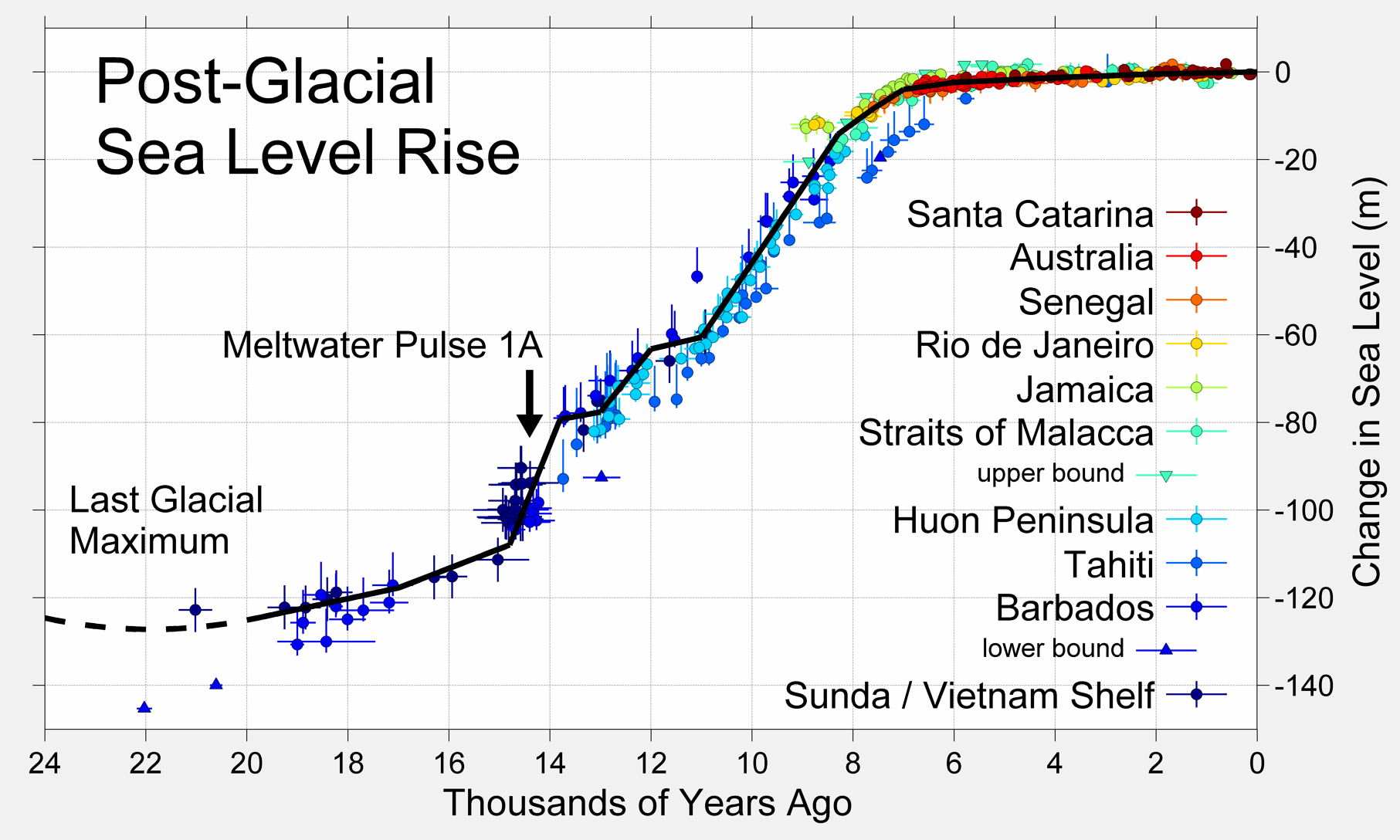
Hace 10.000 años el nivel del mar estaba 100 metros más abajo. Muchas de las ocupaciones de ese periodo quedaron debajo del mar

El origen de este pueblo proviene de la primera oleada agroalfarera llegada desde el Noroeste Argentino, las cuales se mezclaron con los cazadores-recolectores locales para posteriormente dar origen a este pueblo.
Los primeros rastros de esta cultura se remontan a unos Siglo C a. C.|10.000]] a Siglo LXX a. C.|8.000 A.C]], en el área de Los Vilos, donde grupos de cazadores se movilizaban de una zona a otra en búsqueda de animales para su alimentación. Hacia el año Siglo XXV a. C.|2.500 A.C]], estos cazadores entran en contacto con otros grupos que ya manejan nociones de agricultura, y con el tiempo, comienza a establecerse una cultura agroalfarera en el Valle del Elqui, la cual lleva por nombre El Molle por el pueblo del mismo nombre que queda al este de la ciudad de La Serena.

### Costumbres

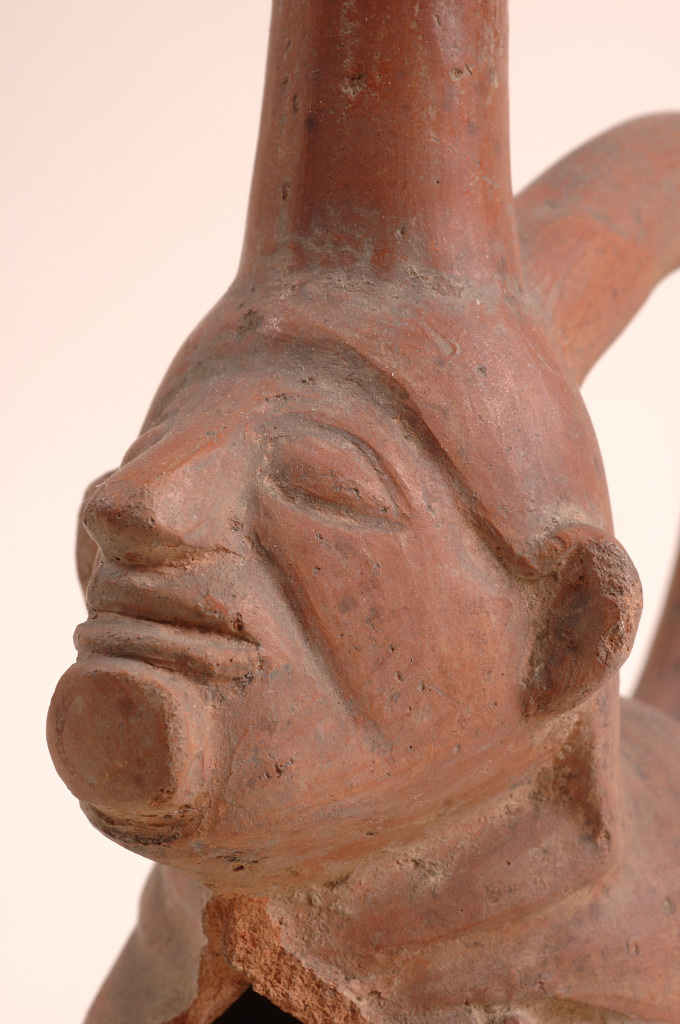
Vaso cerámico con efigie moche mostrando un hombre con un tembetá, Museo de Historia Natural de Valparaíso, Chile.

El uso de la tembetá, relaciona a la mayoría de estos pueblos agroalfareros, en el caso de los mismos la tembetá era un objeto cilíndrico elaborado a base de piedra, insertado en el labio inferior, cuya forma tenía variaciones en cada valle. La ingesta de alucinógenos se realizaba mediante la aspiración de humos con una pipa de piedra similar a una T invertida. Practicaban la deformación craneal.
Cada aldea, a pesar de ser parte de una matriz cultural común muestra diferencias locales, por lo que cada una de estas unidades territoriales que tenían como centro los valles y algunas zonas del interfluvio hasta la costa, controlaba una serie de costumbres. Estos pueblos parecen haber tenido una gran movilidad y los últimos estudios parecen decir que no tenían ganadería, por lo que se trataría más bien de cazadores recolectores portadores de cerámica, más que pueblos agrícola ganaderos propiamente tal.
Los petroglifos y piedras tacitas encontrados en el Cerro La Silla y la Quebrada El Encanto son atribuidos a esta cultura. Los petroglifos de la silla muestran a aldeanos guiando a través de cuerdas a sus rebaños, en El Encanto se encuentran rostros antropomorfos acompañados de gorros o peinados conocidos como “cabezas tiaras” con orientación hacia los rayos solares y en su gran mayoría miran hacia la fuente de agua. Las piedras tacitas coinciden con ciertas constelaciones, lo que hace suponer una representación simbólica del cielo.
Al igual que la Cultura Atacameña y otras de actual Bolivia y Noroeste argentino, consumían polvos alucinógenos (especialmente cebil), que aspiraban con tubos de madera bellamente labrados.

### Entierros
Estos variaban en los distintos valles y a su vez muestran una evolución temporal. En los Valles de los ríos Huasco y Copiapó es habitual encontrar entierros bajo túmulos o montículos de tierra y piedras, donde el individuo era cubierto bajo dos o tres metros, en algunos casos los entierros eran estratificados, un cuerpo sobre otro. En el Elqui y el Limarí lo habitual son círculos de piedra o emplantillados profundos, el individuo era enterrado bajo estos emplantillados, para cuya elaboración eran usados guijarros del río de colores claros
Los artículos con los que eran sepultados también varían, estos eran collares de piedras semipreciosas, cuentas de conchas marinas pulidas a veces intercaladas con Malaquita, pipas, adornos discoidales de oro y plata y cerámicas.

### Alfarería
Las cerámicas poseen formas verticales, vasos y jarros son asimismo comunes los platos o escudillas. De paredes delgadas y bien pulidos, algunos de ellos con delicadas decoraciones hechas a base de incisos, simulando figuras zoomórficas o de zapallos. Las superficies son de color negro, rojo o café grisáceo, dibujos rojos sobre blanco y ahumados. Algunas formas más complejas eran jarros con dos golletes unidos por una asa perforada a modo de regadera.

### Agricultura y ganadería
En el Norte Chico, las primeras prácticas agrícolas, seguramente sobre la base del riego artificial en pequeña escala, son ejercitadas por los portadores de la cultura El Molle. Aparentemente regaban pequeñas áreas en los conos aluviales de las quebradas laterales, derivando agua de estos cauces y no del río principal. Practicaron de manera incipiente, en los lugares más aptos de los valles, la siembra de maíz, poroto y zapallos. La actividad ganadera representaba gran parte del modo de vida, las aldeas estaban insertas en el interfluvio, lugar más apto para el pastoreo trashumante, combinado con incursiones a la cordillera en búsqueda de los pastizales veraniegos. Aparte de los adornos elaborados con conchas no se conoce alguna otra actividad que los conecte con el mar.

## Evolución
La cultura El Molle desaparece o se desplaza hacia otras regiones, en el período del 700 d. C., pero se convertirá en la base de la cultura diaguita. Estos dejaron de usar el tembetá, marcando entonces una amplia diferencia.
También se ha postulado que podrían haber sido los ancestros del pueblo mapuche.[cita requerida]